# Lední hokej na Zimních olympijských hrách 1994 – kvalifikace
Kvalifikace na olympijský turnaj 1994 byla soutěž hokejových reprezentačních celků, která určila dvanáctého účastníka olympijského turnaje.

## Kvalifikované týmy
| Událost                                                | Termín                     | Místo              | Počet míst | Kvalifikováni                                                                |
| ------------------------------------------------------ | -------------------------- | ------------------ | ---------- | ---------------------------------------------------------------------------- |
| 11 nejlepších z Mistrovství světa v ledním hokeji 1993 | 18. dubna – 2. května 1993 | Mnichov a Dortmund | 11         | Česko Finsko Francie Itálie Kanada Německo Norsko Rakousko Rusko Švédsko USA |
| Kvalifikační turnaj                                    | 28. srpna – 3. září 1993   | Sheffield          | 1          | Slovensko                                                                    |
| CELKEM                                                 |                            |                    | 12         |                                                                              |

## Přímý postup na OH
Přímo na olympijské hry se kvalifikovalo 11 nejlepších celků z MS 1993 v Německu včetně hostitelského Norska. O poslední místo se utkalo 5 mužstev v olympijské kvalifikaci, které se účastnily nejlepší dva týmy z MS 1993 skupiny "B", vítězný tým ze skupiny "C", nejlepší asijský tým a Slovensko, které startovalo na divokou kartu. Hrálo se v jedné skupině systémem každý s každým.
| Pořadí | Tým            | MS 1993      |
| ------ | -------------- | ------------ |
| 1.     | Rusko          | skupina "A"  |
| 2.     | Švédsko        | skupina "A"  |
| 3.     | Česko          | skupina "A"  |
| 4.     | Kanada         | skupina "A"  |
| 5.     | Německo        | skupina "A"  |
| 6.     | USA            | skupina "A"  |
| 7.     | Finsko         | skupina "A"  |
| 8.     | Itálie         | skupina "A"  |
| 9.     | Rakousko       | skupina "A"  |
| 10.    | Francie        | skupina "A"  |
| 11.    | Norsko         | skupina "A"  |
| 12.    | Švýcarsko      | skupina "A"  |
| 13.    | Velká Británie | skupina "B"  |
| 14.    | Polsko         | skupina "B"  |
| 15.    | Nizozemsko     | skupina "B"  |
| 16.    | Dánsko         | skupina "B"  |
| 17.    | Japonsko       | skupina "B"  |
| 18.    | Rumunsko       | skupina "B"  |
| 19.    | Čína           | skupina "B"  |
| 20.    | Bulharsko      | skupina "B"  |
| 21.    | Lotyšsko       | skupina "C"  |
| 22.    | Ukrajina       | skupina "C"  |
| 23.    | Kazachstán     | skupina "C"  |
| 24.    | Slovinsko      | skupina "C"  |
| 25.    | Maďarsko       | skupina "C"  |
| 26.    | Severní Korea  | skupina "C"  |
| 27.    | Austrálie      | skupina "C"  |
| 28.    | Belgie         | skupina "C"  |
| 29.    | Jižní Korea    | skupina "C"  |
| 30.    | Španělsko      | skupina "C"  |
| 31.    | Izrael         | skupina "C"  |
| 32.    | JAR            | skupina "C"  |
| -      | Slovensko      | divoká karta |

## Kvalifikace o postup na OH
Všechny časy jsou místní (UTC+1).
| Pořadí | Tým            | Z | V | R | P | GV | GI | +/- | Body |
| ------ | -------------- | - | - | - | - | -- | -- | --- | ---- |
| 1.     | Slovensko      | 4 | 3 | 1 | 0 | 25 | 8  | +17 | 7    |
| 2.     | Lotyšsko       | 4 | 3 | 0 | 1 | 22 | 14 | +8  | 6    |
| 3.     | Polsko         | 4 | 1 | 2 | 1 | 14 | 16 | −2  | 4    |
| 4.     | Japonsko       | 4 | 1 | 0 | 3 | 11 | 22 | −11 | 2    |
| 5.     | Velká Británie | 4 | 0 | 1 | 3 | 9  | 21 | −12 | 1    |

| 28. srpna 1993                         | Velká Británie                         | 2:2 (0:1, 0:0, 2:1) | Polsko                                      | Sheffield Arena, Sheffield                                 |  |
| John McCrone                           | John McCrone                           | Brankáři            | Tomasz Jaworski                             | Rozhodčí: Seppo Mäkelä Čároví: Hanueli Salis Didier Völker |  |
| Scott Conway 42:57 Patrick Scott 54:17 | Scott Conway 42:57 Patrick Scott 54:17 | 0:1 1:1 1:2 2:2     | 12:33 Wojciech Tkacz 52:36 Mirosław Tomasik | Rozhodčí: Seppo Mäkelä Čároví: Hanueli Salis Didier Völker |  |
| 14 min                                 | 14 min                                 | Tresty              | 12 min                                      | Rozhodčí: Seppo Mäkelä Čároví: Hanueli Salis Didier Völker |  |
| 39                                     | 39                                     | Střely              | 23                                          | Rozhodčí: Seppo Mäkelä Čároví: Hanueli Salis Didier Völker |  |

| 29. srpna 1993 | Slovensko | 7:2 (3:1, 2:1, 2:0)                 | Japonsko                                 | Sheffield Arena, Sheffield                                   |  |
| Eduard Hartmann | Eduard Hartmann | Brankáři                            | Shinichi Iwasaki                         | Rozhodčí: Candido Gobbi Čároví: Jan van den Hoff Harry Halin |  |
| Jerguš Bača 03:08 Miroslav Marcinko 04:55 Ľubomír Kolník 11:20 Peter Šťastný 25:13 Žigmund Pálffy 36:11 Peter Šťastný 46:17 Žigmund Pálffy 52:27 | Jerguš Bača 03:08 Miroslav Marcinko 04:55 Ľubomír Kolník 11:20 Peter Šťastný 25:13 Žigmund Pálffy 36:11 Peter Šťastný 46:17 Žigmund Pálffy 52:27 | 1:0 2:0 3:0 3:1 4:1 5:1 5:2 6:2 7:2 | 17:27 Sayaka Ishii 39:22 Toshiyuki Sakai | Rozhodčí: Candido Gobbi Čároví: Jan van den Hoff Harry Halin |  |
| 20 min | 20 min | Tresty                              | 10 min                                   | Rozhodčí: Candido Gobbi Čároví: Jan van den Hoff Harry Halin |  |
| 46 | 46 | Střely                              | 23                                       | Rozhodčí: Candido Gobbi Čároví: Jan van den Hoff Harry Halin |  |

| 30. srpna 1993                                | Polsko                                        | 2:6 (0:3, 0:1, 2:2)             | Lotyšsko | Sheffield Arena, Sheffield                                                                       |  |
| Tomasz Jaworski Marek Batkiewicz              | Tomasz Jaworski Marek Batkiewicz              | Brankáři                        | Artūrs Irbe | Rozhodčí: Bernd Schneider (Tyskland) Čároví: Stefan Schindler (Tyskland) Harry Halin (Nederland) |  |
| Waldemar Klisiak 41:33 Waldemar Klisiak 53:41 | Waldemar Klisiak 41:33 Waldemar Klisiak 53:41 | 0:1 0:2 0:3 0:4 1:4 2:4 2:5 2:6 | 00:11 Jevgeņijs Semerjaks 13:08 Jevgeņijs Semerjaks 14:41 Aleksandrs Beļavskis 33:10 Vjačeslavs Fanduļs 54:08 Aleksandrs Kerč 59:17 Aleksandrs Beļavskis | Rozhodčí: Bernd Schneider (Tyskland) Čároví: Stefan Schindler (Tyskland) Harry Halin (Nederland) |  |
| 21 min                                        | 21 min                                        | Tresty                          | 23 min | Rozhodčí: Bernd Schneider (Tyskland) Čároví: Stefan Schindler (Tyskland) Harry Halin (Nederland) |  |
| 22                                            | 22                                            | Střely                          | 51 | Rozhodčí: Bernd Schneider (Tyskland) Čároví: Stefan Schindler (Tyskland) Harry Halin (Nederland) |  |

| 30. srpna 1993                                                          | Japonsko                                                                | 4:2 (1:0, 2:1, 1:1)     | Velká Británie                              | Sheffield Arena, Sheffield                                       |  |
| Shinichi Iwasaki                                                        | Shinichi Iwasaki                                                        | Brankáři                | John McCrone                                | Rozhodčí: Valerij Bokarev Čároví: Jan van den Hoff Didier Völker |  |
| Köshi Kiyoe 07:23 Takayuki Kobori 26:06 Atsuo Kudo 35:33 Yuji Iga 59:42 | Köshi Kiyoe 07:23 Takayuki Kobori 26:06 Atsuo Kudo 35:33 Yuji Iga 59:42 | 1:0 1:1 2:1 3:1 3:2 4:2 | 22:22 Timothy Cranston 47:49 Stephen Cooper | Rozhodčí: Valerij Bokarev Čároví: Jan van den Hoff Didier Völker |  |
| 29 min                                                                  | 29 min                                                                  | Tresty                  | 42 min                                      | Rozhodčí: Valerij Bokarev Čároví: Jan van den Hoff Didier Völker |  |
| 28                                                                      | 28                                                                      | Střely                  | 35                                          | Rozhodčí: Valerij Bokarev Čároví: Jan van den Hoff Didier Völker |  |

| 1. září 1993                                                                         | Polsko                                                                               | 4:4 (0:2, 1:1, 3:1)             | Slovensko                                                                         | Sheffield Arena, Sheffield                                  |  |
| Marek Batkiewicz                                                                     | Marek Batkiewicz                                                                     | Brankáři                        | Eduard Hartmann                                                                   | Rozhodčí: Candido Gobbi Čároví: Didier Völker Hanueli Salis |  |
| Adam Fraszko 36:37 Mirosław Copija 47:46 Waldemar Klisiak 48:57 Wojciech Tkacz 59:38 | Adam Fraszko 36:37 Mirosław Copija 47:46 Waldemar Klisiak 48:57 Wojciech Tkacz 59:38 | 0:1 0:2 1:2 1:3 1:4 2:4 3:4 4:4 | 00:35 Jerguš Bača 07:31 Stanislav Medřík 37:03 Róbert Švehla 46:15 Ľubomír Kolník | Rozhodčí: Candido Gobbi Čároví: Didier Völker Hanueli Salis |  |
| 18 min                                                                               | 18 min                                                                               | Tresty                          | 18 min                                                                            | Rozhodčí: Candido Gobbi Čároví: Didier Völker Hanueli Salis |  |
| 23                                                                                   | 23                                                                                   | Střely                          | 43                                                                                | Rozhodčí: Candido Gobbi Čároví: Didier Völker Hanueli Salis |  |

| 1. září 1993 | Lotyšsko | 8:4 (1:2, 4:2, 3:0)                             | Velká Británie                                                                       | Sheffield Arena, Sheffield                                       |  |
| Artūrs Irbe | Artūrs Irbe | Brankáři                                        | Martin McKay                                                                         | Rozhodčí: Seppo Mäkelä Čároví: Stefan Schindler Jan van den Hoff |  |
| Vjačeslavs Fanduļs 09:18 Artis Ābols 22:22 Aleksandrs Kerč 23:33 Kārlis Skrastiņš 27:16 Vjačeslavs Fanduļs 39:42 Aleksandrs Kerč 46:00 Aleksandrs Kerč 55:42 Aleksandrs Beļavskis 55:54 | Vjačeslavs Fanduļs 09:18 Artis Ābols 22:22 Aleksandrs Kerč 23:33 Kārlis Skrastiņš 27:16 Vjačeslavs Fanduļs 39:42 Aleksandrs Kerč 46:00 Aleksandrs Kerč 55:42 Aleksandrs Beļavskis 55:54 | 0:1 0:2 1:2 1:3 2:3 3:3 4:3 4:4 5:4 6:4 7:4 8:4 | 00:40 Richard Bidner 03:35 Patrick Scott 21:47 Michael O'Connor 27:32 Douglas McEwen | Rozhodčí: Seppo Mäkelä Čároví: Stefan Schindler Jan van den Hoff |  |
| 16 min | 16 min | Tresty                                          | 14 min                                                                               | Rozhodčí: Seppo Mäkelä Čároví: Stefan Schindler Jan van den Hoff |  |
| 36 | 36 | Střely                                          | 31                                                                                   | Rozhodčí: Seppo Mäkelä Čároví: Stefan Schindler Jan van den Hoff |  |

| 2. září 1993                                                                   | Japonsko                                                                       | 4:6 (1:0, 1:5, 2:1)                     | Polsko | Sheffield Arena, Sheffield                                       |  |
| Shinichi Iwasaki Jiro Nihei                                                    | Shinichi Iwasaki Jiro Nihei                                                    | Brankáři                                | Marek Batkiewicz | Rozhodčí: Bernd Schneider Čároví: Hanueli Salis Stefan Schindler |  |
| Shüji Momoi 14:04 Hidekatsu Takagi 30:37 Norio Suzuki 45:18 Norio Suzuki 52:56 | Shüji Momoi 14:04 Hidekatsu Takagi 30:37 Norio Suzuki 45:18 Norio Suzuki 52:56 | 1:0 1:1 1:2 2:2 2:3 2:4 2:5 2:6 3:6 4:6 | 23:02 Wojciech Tkacz 26:24 Waldemar Klisiak 37:06 Waldemar Klisiak 38:25 Waldemar Klisiak 38:54 Henryk Gruth 43:52 Jacek Szopiński | Rozhodčí: Bernd Schneider Čároví: Hanueli Salis Stefan Schindler |  |
| 10 min                                                                         | 10 min                                                                         | Tresty                                  | 12 min | Rozhodčí: Bernd Schneider Čároví: Hanueli Salis Stefan Schindler |  |
| 31                                                                             | 31                                                                             | Střely                                  | 34 | Rozhodčí: Bernd Schneider Čároví: Hanueli Salis Stefan Schindler |  |

| 2. září 1993 | Slovensko | 7:1 (2:1, 3:0, 2:0)             | Lotyšsko              | Sheffield Arena, Sheffield                               |  |
| Eduard Hartmann | Eduard Hartmann | Brankáři                        | Artūrs Irbe           | Rozhodčí: Seppo Mäkelä Čároví: Harry Halin Didier Völker |  |
| Róbert Švehla 04:38 Žigmund Pálffy 18:53 Anton Šťastný 21:00 Ľubomír Kolník 32:51 Miroslav Šatan 36:46 Jozef Stümpel 50:29 Žigmund Pálffy 58:11 | Róbert Švehla 04:38 Žigmund Pálffy 18:53 Anton Šťastný 21:00 Ľubomír Kolník 32:51 Miroslav Šatan 36:46 Jozef Stümpel 50:29 Žigmund Pálffy 58:11 | 1:0 1:1 2:1 3:1 4:1 5:1 6:1 7:1 | 15:15 Aleksandrs Kerč | Rozhodčí: Seppo Mäkelä Čároví: Harry Halin Didier Völker |  |
| 34 min | 34 min | Tresty                          | 20 min                | Rozhodčí: Seppo Mäkelä Čároví: Harry Halin Didier Völker |  |
| 24 | 24 | Střely                          | 31                    | Rozhodčí: Seppo Mäkelä Čároví: Harry Halin Didier Völker |  |

| 4. září 1993 | Lotyšsko | 7:1 (3:0, 0:1, 4:0)             | Japonsko           | Sheffield Arena, Sheffield                                       |  |
| Sergejs Naumovs | Sergejs Naumovs | Brankáři                        | Jiro Nihei         | Rozhodčí: Valerij Bokarev Čároví: Stefan Schindler Hanueli Salis |  |
| Jānis Tomans 06:02 Aleksandrs Kerč 14:37 Leonīds Tambijevs 18:35 Harijs Vītoliņš 49:56 Sergejs Boldaveško 58:25 Aleksandrs Beļavskis 58:56 Aleksandrs Kerč 59:47 | Jānis Tomans 06:02 Aleksandrs Kerč 14:37 Leonīds Tambijevs 18:35 Harijs Vītoliņš 49:56 Sergejs Boldaveško 58:25 Aleksandrs Beļavskis 58:56 Aleksandrs Kerč 59:47 | 1:0 2:0 3:0 3:1 4:1 5:1 6:1 7:1 | 35:22 Motoki Ebina | Rozhodčí: Valerij Bokarev Čároví: Stefan Schindler Hanueli Salis |  |
| 10 min | 10 min | Tresty                          | 12 min             | Rozhodčí: Valerij Bokarev Čároví: Stefan Schindler Hanueli Salis |  |
| 46 | 46 | Střely                          | 24                 | Rozhodčí: Valerij Bokarev Čároví: Stefan Schindler Hanueli Salis |  |

| 4. září 1993      | Velká Británie    | 1:7 (0:2, 1:3, 0:2)             | Slovensko | Sheffield Arena, Sheffield                                  |  |
| John McCrone      | John McCrone      | Brankáři                        | Eduard Hartmann | Rozhodčí: Seppo Mäkelä Čároví: Harry Halin Jan van den Hoff |  |
| Doug McEwen 24:38 | Doug McEwen 24:38 | 0:1 0:2 1:2 1:3 1:4 1:5 1:6 1:7 | 13:39 Anton Šťastný 18:09 Ľubomír Kolník 30:08 Zdeno Cíger 33:48 Ľubomír Kolník 36:37 Žigmund Pálffy 42:52 Ivan Droppa 59:10 Oto Haščák | Rozhodčí: Seppo Mäkelä Čároví: Harry Halin Jan van den Hoff |  |
| 12 min            | 12 min            | Tresty                          | 24 min | Rozhodčí: Seppo Mäkelä Čároví: Harry Halin Jan van den Hoff |  |
| 19                | 19                | Střely                          | 49 | Rozhodčí: Seppo Mäkelä Čároví: Harry Halin Jan van den Hoff |  |

## Statistiky

### Kanadské bodování
Pořadí deseti nejlepších hráčů podle dosažených bodů, za jeden vstřelený gól nebo přihrávku na gól získal hráč jeden bod.
| Pořadí | Hráč                 | Z | G | A | Body |
| ------ | -------------------- | - | - | - | ---- |
| 1.     | Aleksandrs Kerč      | 4 | 7 | 2 | 9    |
| 2.     | Aleksandrs Beļavskis | 4 | 4 | 5 | 9    |
| 3.     | Waldemar Klisiak     | 4 | 6 | 2 | 8    |
| 4.     | Žigmund Pálffy       | 4 | 5 | 3 | 8    |
| 5.     | Wojciech Tkacz       | 4 | 3 | 4 | 7    |
| 6.     | Ľubomír Kolník       | 4 | 5 | 1 | 6    |
| 7.     | Peter Šťastný        | 4 | 2 | 3 | 5    |
| 8.     | Jevgeņijs Semerjaks  | 4 | 2 | 3 | 5    |
| 9.     | Vjačeslavs Fanduļs   | 4 | 3 | 1 | 4    |
| 10.    | Anton Šťastný        | 4 | 2 | 2 | 4    |

### Hodnocení brankářů
Pořadí nejlepších pěti brankářů podle úspěšnosti zásahů v procentech, brankář musel mít odehráno minimálně 40 % hrací doby za svůj tým.
| Pořadí | Brankář          | PZ | Čas    | OG | Z  | PS  | POG  | Úsp.   |
| ------ | ---------------- | -- | ------ | -- | -- | --- | ---- | ------ |
| 1.     | Eduard Hartmann  | 4  | 240:00 | 8  | 88 | 96  | 2,00 | 91,70% |
| 2.     | Marek Batkiewicz | 3  | 160:00 | 11 | 84 | 95  | 4,13 | 88,40% |
| 3.     | John McCrone     | 3  | 179:12 | 12 | 87 | 99  | 4,02 | 87,90% |
| 4.     | Shinichi Iwasaki | 3  | 160:00 | 14 | 90 | 104 | 5,25 | 86,50% |
| 5.     | Artūrs Irbe      | 3  | 180:00 | 13 | 64 | 77  | 4,33 | 83,10% |